# Ctenoplana bengalensis
Ctenoplana bengalensis is een soort in de taxonomische indeling van de ribkwallen (Ctenophora). 
De kwal behoort tot het geslacht Ctenoplana en behoort tot de familie Ctenoplanidae. De wetenschappelijke naam van de soort werd voor het eerst geldig gepubliceerd in 1948 door Gnanamuthu & Nair.